# Turcilings
Els turcilings o turcilinges (en llatí turcilingi) eren un poble germànic que habitava el nord de l'Europa Oriental, i es mencionen sempre al costat dels rugis.
Van ser inclosos en la confederació dels gots, i més tard en la confederació dels huns. Dissolta aquesta, van patir sorts diverses, però la majoria van quedar sotmesos als ostrogots. Només parlen d'ells i diuen que van aparèixer a partir del segle v, Jordanes i Pau el Diaca.